# Eriogyna roseata
Eriogyna roseata är en fjärilsart som beskrevs av De Joannis 1929. Eriogyna roseata ingår i släktet Eriogyna och familjen påfågelsspinnare. Inga underarter finns listade i Catalogue of Life.